# Calle del Desengaño
La calle del Desengaño es una pequeña vía del distrito Centro de Madrid (España), situada entre la calle de Valverde y Concepción Arenal, a un costado de la Gran Vía. El plano de Texeira, publicado en 1656, la nombra como "calle del Desengaño, hoy de los Basilios". En un principio la calle fue más larga, llegando hasta Fuencarral, cediendo luego ese tramo inicial de su recorrido al edificio Telefónica, construido entre 1926 y 1929.
Tuvo esta calle un apéndice en la travesía del Desengaño que, en los planos de Texeira y Espinosa (1769), aparece con el nombre de calle de la Flor.
Su nombre legendario de calle del Desengaño, tomó luego el de Los Basilios por el convento de san Basilio. Tras la exclaustración promovida por Juan Álvarez de Mendizábal en la primera mitad del siglo XIX, perduró algún tiempo la iglesia, que finalmente sirvió para levantar el primer Teatro Lope de Vega, más conocido como teatro del Drama y teatro de los Basilios. En ese periodo, tuvo lugar en esta calle el atentado contra la berlina del general Narváez la noche del 6 de noviembre de 1843, en el que murió su ayudante, el comandante Baseti, y fue herido un joven Salvador Bermúdez de Castro; el "Espadón de Loja" resultó ileso.

## La descripción de Mesonero
Ramón de Mesonero Romanos decano indiscutible de los cronistas madrileños, describiendo el modesto entorno monumental de esta calle y sus aledañas, informa sobre el antes y el después del convento de los Basilios, la parroquia de San Martín y el templo del convento de Portacoeli.

De los edificios públicos en ellas construidos, el más considerable era el convento e iglesia de monjes de San Basilio, que se trasladaron a él en 1611 desde el sitio primitivo de su fundación, que era un cuarto de legua de Madrid, junto al arroyo de Abroñigal. Durante las exclaustraciones anteriores sirvió esta iglesia de parroquia de San Martín, y después de la de 1836 fue, con el convento, cuartel de artillería de la Milicia Nacional, después Bolsa de Comercio, y después, vendido este edificio y verificada en él una completa transformación, dio cabida al teatro llamado de Lope de Vega, a un molino de chocolate al vapor, a una imprenta, un café, un taller de coches y diversas habitaciones particulares. La calle que corre por delante de él se llamó en un tiempo de los Basilios, y no sabemos desde cuándo ni tampoco por cuál razón le trocó después por el expresivo del Desengaño. El otro convento de clérigos menores de San Felipe Neri, llamado de Porta-Caeli, y situado al extremo de dicha calle del Desengaño, fue antes de los padres dominicos del Rosario y destinado, en 1613, a aquéllos, cuando vinieron huyendo de los levantamientos de Portugal y Cataluña; pero el templo actual, que hoy sirve de parroquia de San Martín, es moderno, construido en 1725, y nada tiene de particular.
Mesonero Romanos (1861)

### Leyenda deldesengaño

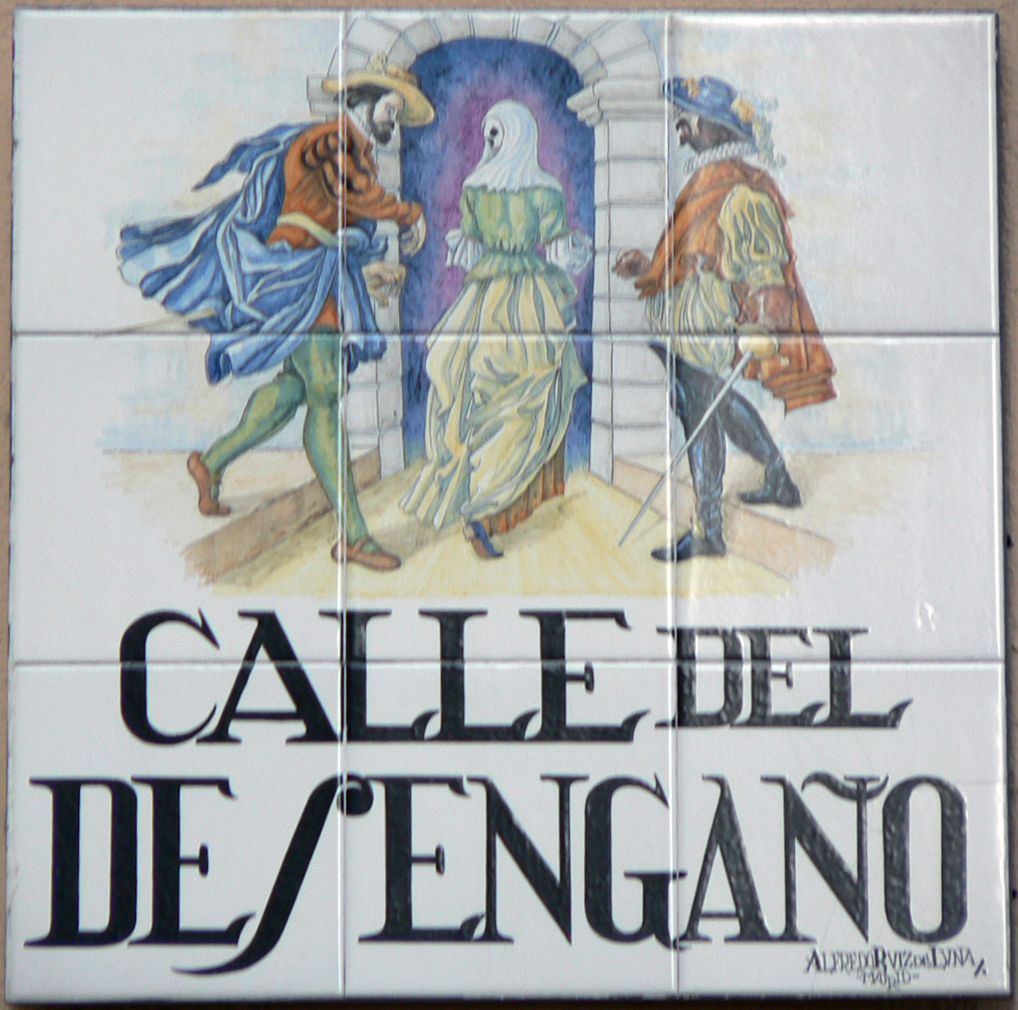
La misteriosa leyenda del Desengaño representada por el ceramista Alfredo Ruiz de Luna González en el callejero del casco antiguo de Madrid.

La tradición popular atribuye el origen del nombre de la calle a una de las varias leyendas que rodean la vida y milagros del Caballero de Gracia. Estdoo dooando rondando el tal Jacobo de Grattis a una dama vecina de esta calle se topó con su rival el príncipe Vespasiano Gonzaga. Pero antes de que "midiesen sus aceros" se cruzó ante ellos una misteriosa sombra cubierta por un velo y seguida por un zorro. La siguieron, olvidando su pelea, hasta que se detuvo junto a una tapia. Y cuál no sería su asombro cuándo descubrieron que se trataba en realidad de una momia bien conservada. La respuesta de los caballeros ante ello fue: "¡Qué desengaño!".
Con las mismas garantías de verosimilitud, es decir pocas, se relaciona esta leyenda con la existencia de una conspiración contra el rey Felipe II por parte de unos amigos de su hijo, desafortunado príncipe Carlos, resultando que los conspiradores que solían reunirse en esta calle, inventaron el cuento para ahuyentar a alguaciles y justicias del rey.

### Vecinos ilustres
Entre los más ilustres vecinos de esta calle del viejo Madrid, hay que mencionar a Francisco de Goya. El pintor habitó en el número 1, entre 1779 y 1800, año en que se trasladó a la cercana calle Valverde, n.º 15, esquina a Desengaño), un episodio vital del genio aragonés al que el escritor alemán Lion Feuchtwanger dedicó la novela de corte histórico titulada precisamente Goya, o La calle del desengaño (1951). En la calle del Desengaño murió su esposa y nació el único hijo que le sobrevivió; y en el número 17 de la misma calle vivió y murió la que fue compañera de los últimos años de Goya, Leocadia Zorrilla.

### Aquí no hay quien viva
En el siglo xxi esta calle se popularizó por su presencia en la serie Aquí no hay quien viva, emitida en televisión por Antena 3 desde 2003 hasta 2006.